# Бочек II из Подебрад
Бочек II из Подебрад или Бочек Старший из Кунштата и Подебрад (чеш. Boček II. z Poděbrad, Boček starší z Poděbrad; ум. 1417) — средневековый чешский государственный деятель из рода панов из Кунштата и Подебрад. Высочайший коморник Чешского королевства в 1377—1387 годах, один из учредителей и предводителей оппозиционного королю Вацлаву IV Панского союза, дед короля Йиржи из Подебрад.

## Биография
Бочек Старший был сыном Бочека I из Кунштата и Подебрад. Первое письменное упоминание о Бочеке II относится к 1375 году и связано с разделом наследства его отца. Как старший сын Бочека I унаследовал большую часть его владений. Через два года Бочек женился на Анне Элишке из Липы, получив за ней в приданое замок Потштат.
В 1377—1387 годах Бочек II занимал должность высочайшего коморника Чешского королевства (по другим сведениям, подкоморжего). В период междоусобных войн Люксембургов Бочек Старший занимал сторону моравского маркграфа Йошта Люксембургского.
В 1394 году Бочек II совместно с Вилемом III из Ландштейна, Йиндржихом III из Градца, Йиндржихом III из Рожмберка и ещё пятью влиятельнейшими чешскими панами учредили Панский союз, направленный против короля Вацлава IV. Организовав в том же году открытый мятеж, паны пленили короля и отправили его в заключение в один из австрийских замков. В 1404 году Бочек II занял должность высочайшего писаря королевства, а после повторного пленения ранее освобождённого Вацлава IV в том же году вошёл в состав регентского совета из четырёх панов, управлявшего королевством во время отсутствия короля.
В 1415 году Бочек II из Подебрад был одним из панов, приложивших свои печати под посланием против сожжения Яна Гуса. После казни Гуса Бочек Старший был избран одним из трёх предводителей гуситского движения.
Бочек существенно расширил родовые владения, включив в их состав, в частности, замки Рихмбурк, Литице и Боузов (в 1408 году). Замок Липнице король Карел I отдал ему в залог за 4000 коп грошей в 1376 году. После того как в 1414 году пресеклась кунштатская ветвь рода Бочек II унаследовал её вотчины. В том же году Бочек заполучил Находское панство.
В конце жизни Бочек Старший фактически разделили свои владения между сыновьями, поставив их управлять разными панствами: Бочеку III Младшему он передал Боузов, Викторину Бочеку — Литице, Гинеку — Подебрады.

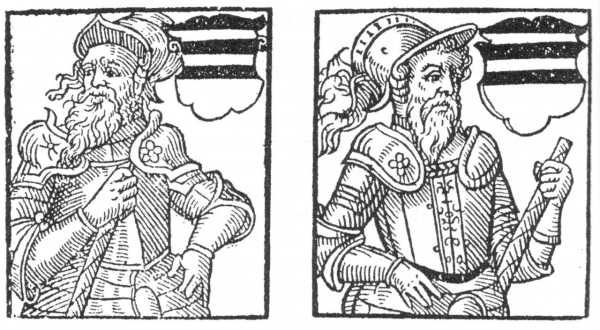
Сыновья Бочека II — Викторин Бочек и Гинек.

## Семья
В 1377 году Бочек II женился на Анне Элишке из Липы.
Дети:
- Ян из Подебрад (ум. 1409) — с 1406 года подписывался как Ян из Кости,
- Бочек III из Подебрад или Бочек Младший — с 1416 года известен как Бочек из Боузова,
- Викторин Бочек из Подебрад — с 1421 года известен как Викторин Бочек из Литиц; отец короля Йиржи из Подебрад,
- Гинек на Подебрадах (ум. 1426);
- Катержина — вступила в орден клариссинок в Праге.